# Simon Nilsson
Per Åke Simon Nilsson, född 1 juli 1992 i Ysane församling, Blekinge län, är en svensk fotbollsspelare som spelar för Assyriska IK. Hans yngre bror, Joel, är också en fotbollsspelare.

## Klubbkarriär
Nilsson är född och uppvuxen i Norje, Sölvesborgs kommun. Han började i tidig ålder spela fotboll för Björkenäs/Pukaviks IF, men gick som tioåring till Mjällby AIF. Han gjorde sin allsvenska debut för klubben i Allsvenskan 2011. Han gjorde sitt första mål för klubben den 11 februari 2012 i en träningsmatch mot Östers IF, som slutade 1–0.
I juli 2014 lånades Nilsson ut till division 3-klubben Sölvesborgs GIF. I februari 2016 värvades Nilsson av IFK Värnamo.
I december 2017 värvades Nilsson av Örgryte IS, där han skrev på ett tvåårskontrakt. I augusti 2019 råkade Nilsson ut för en korsbandsskada i en cupmatch mot Utsiktens BK. Den 22 november 2019 förlängde han sitt kontrakt med ett halvår och därefter med en option på ytterligare 1,5 år. Sommaren 2020 lämnade Nilsson klubben då han inte fick förlängt kontrakt.
I januari 2021 skrev Nilsson på för division 1-klubben Assyriska IK.

## Karriärstatistik
| Klubb                  | Säsong             | Liga                         | Liga    | Liga | Svenska cupen | Svenska cupen | Totalt  | Totalt |
| Klubb                  | Säsong             | Division                     | Matcher | Mål  | Matcher       | Mål           | Matcher | Mål    |
| ---------------------- | ------------------ | ---------------------------- | ------- | ---- | ------------- | ------------- | ------- | ------ |
| Mjällby AIF            | 2011               | Allsvenskan                  | 5       | 0    | 1             | 0             | 6       | 0      |
| Mjällby AIF            | 2012               | Allsvenskan                  | 7       | 0    | 0             | 0             | 7       | 0      |
| Mjällby AIF            | 2013               | Allsvenskan                  | 7       | 0    | 2             | 0             | 9       | 0      |
| Mjällby AIF            | 2014               | Allsvenskan                  | 2       | 0    | 1             | 0             | 3       | 0      |
| Mjällby AIF            | 2015               | Superettan                   | 22      | 1    | 4             | 2             | 26      | 3      |
| Mjällby AIF            | Totalt             | Totalt                       | 43      | 1    | 8             | 2             | 51      | 3      |
| Sölvesborgs GoIF (lån) | 2014               | Division 3 Sydöstra Götaland | 9       | 4    | 0             | 0             | 9       | 4      |
| IFK Värnamo            | 2016               | Superettan                   | 25      | 2    | 3             | 0             | 28      | 2      |
| IFK Värnamo            | 2017               | Superettan                   | 27      | 5    | 2             | 0             | 29      | 5      |
| IFK Värnamo            | Totalt             | Totalt                       | 52      | 7    | 5             | 0             | 57      | 7      |
| Örgryte IS             | 2018               | Superettan                   | 26      | 3    | 0             | 0             | 26      | 3      |
| Örgryte IS             | 2019               | Superettan                   | 15      | 1    | 4             | 0             | 19      | 1      |
| Örgryte IS             | 2020               | Superettan                   | 0       | 0    | 0             | 0             | 0       | 0      |
| Örgryte IS             | Totalt             | Totalt                       | 41      | 4    | 4             | 0             | 45      | 4      |
| Assyriska IK           | 2021               | Ettan Södra                  | 16      | 2    | 0             | 0             | 16      | 2      |
| Totalt i karriären     | Totalt i karriären | Totalt i karriären           | 161     | 18   | 17            | 2             | 178     | 20     |